# Primolius maracana
El maracaná de lomo rojo, guacamayo de Illiger, guacamayo de cara afeitada o maracaná de cara afeitada (Primolius maracana), es una especie de loro del centro-este de Sudamérica.
Antiguamente estaba categorizado dentro del género Ara o en Propyrrhura (sinónimo de Primolius).

## Características
Mide aproximadamente 40 cm. Dispone de un gran pico negro, plumas caudales largas y una coloración verde. La cobertura primaria y la parte superior de las remeras son azules, mientras que el dorso de las alas es amarillento, las plumas de la cola son rojas, y su coronilla es azul. Tal y como dice su nombre, presenta una pequeña cantidad de plumas rojas en su lomo. El iris de sus ojos es de color ámbar. 
Esta especie, junto con el guacamayo de vientre rojo (Orthopsittaca manilatus), son las únicas en tener una cara lampiña y amarillenta que tiende a tener un tono más blanquecino en cautividad.
Pueden llegar a vivir de 50 a 70 años.

## Hábitat y dieta
Su hábitat se extiende por el sureste de Brasil (con un pequeño remanente en el noreste), al este de Paraguay y a lo largo del noreste de Argentina. Puede encontrarse tanto en bosques perennifolios como caducifolios, pero suele preferir las selvas de galería. 
Se alimentan principalmente de semillas, frutas y nueces. Su principal fuente de alimentación consta de aquellas plantas pertenecientes al género Jatropha, la mandioca brava (Cnidoscolus phyllacanthus), el guasmo (Guazuma ulmifolia) y el cinamomo (Melia azederach), esta última una especie no nativa de la zona.

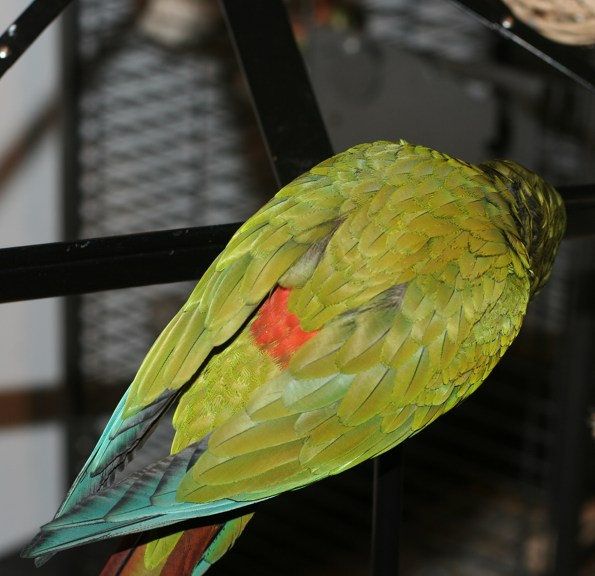

## Reproducción
Los maracanás de lomo rojo alcanzan a la madurez sexual entre los dos y cuatro años de edad. Las hembras adultas usualmente ponen dos huevos, y la incubación tiene una duración estimada de 29 días. Una vez nacidos, los polluelos aprenden a volar 11 semanas después, pero continuarán próximos a sus padres durante aproximadamente un año.
Su temporada de cría se extiende desde diciembre hasta febrero, generalmente localizada al noreste de Brasil.

## Riesgos
Esta especie, al igual que otras muchas, está afectada por la deforestación. En el periodo de 1979 a 1981, un total de 183 aves llegaron de Paraguay a EE. UU. con objetivo de ser comercializadas como mascotas.
No se han registrado avistamientos en la provincia de Misiones (Argentina), donde esta especie fue declarada monumento natural mediante la ley n.º 3455 sancionada el 13 de noviembre de 1997.
Había sido considerado especie vulnerable con anterioridad, pero actualmente figura como casi amenazada, dado que la información reportada en Brasil demuestra que ha repoblado áreas de distribución histórica, al sur del estado de Río de Janeiro.